# La Cuba
La Cuba – gmina w Hiszpanii, w prowincji Teruel, w Aragonii, o powierzchni 6,51 km². W 2011 roku gmina liczyła 50 mieszkańców.